# A Film Johnnie
A Film Johnnie, exhibida en España como Charlot y el fuego, es una película de cine estadounidense estrenada el 2 de marzo de 1914 con la dirección de George Nichols y la actuación de Charles Chaplin. El nombre de la película proviene de la expresión  stage door johnnies con la que se designaba a quienes vagaban cerca de los teatros esperando ver sus actores favoritos o conseguir un trabajo de actuación. La película también ha sido exhibida con otros títulos: Charlot hace cine, Million Dollar Job, Movie Nut y Charlie at the Studio.  

## Elenco
- Charles Chaplin ...  Vagabundo
- Mabel Normand ...  Mabel
- Roscoe "Fatty" Arbuckle ...  Él mismo.
- Virginia Kirtley (1888 - 1956) ...  La actriz de Keystone
- Ford Sterling ...  Él mismo

## Sinopsis
Después de ver en el cinematógrafo una película de los Estudios Keystone, Charlot trata de ingresar a los estudios mezclado entre actores famosos como Roscoe Arbuckle y Ford Sterling y lo logra pese a la oposición del portero. Una vez dentro se acerca adonde están filmando produciendo los habituales desastres hasta que es echado. 

## Crítica
La acción que transcurre en un escenario al aire libre en los Estudios Keystone es un buen pretexto para que Charlot ensaye nuevos gags mientras observa e imita a los actores que allí están trabajando. Lo importante de la película es su paralelismo con la realidad: en la película los actores veteranos tratan de cumplir su trabajo mientras observan cautelosos a un Charlot recién llegado al cine y todavía en período de prueba que va construyendo su personaje.  